# Miss Sloane
A Miss Sloane (eredeti cím: Miss Sloane) 2016-ban bemutatott amerikai–francia politikai filmthriller, amelyet Jonathan Perera forgatókönyvéből John Madden rendezett. A film zenéjét Max Richter szerezte. A főbb szerepekben Jessica Chastain, Mark Strong, Gugu Mbatha-Raw, Michael Stuhlbarg, Alison Pill, Jake Lacy, John Lithgow és Sam Waterston látható.
Az Amerikai Egyesült Államokban 2016. november 25-én, Franciaországban 2017. március 8-án került a mozikba az EuropaCorp forgalmazásában. Magyarországon az HBO mutatta be. A kritikusok pozitívan fogadták, méltatva Chastain alakítását. Ennek ellenére anyagi szempontból a Miss Sloane bukásnak bizonyult, mivel bevételei még az elkészítésének költségeit sem érték el.

## Cselekmény
Egy washingtoni lobbista, Elizabeth Sloane a fegyvertartási törvények szigorítása mellett száll síkra. Ellenfelei azonban minden lehetséges eszközzel igyekeznek ezt megakadályozni, beleértve a nő magánéletének kiteregetését is.

## Szereplők
| Szereplő                    | Színész             | Magyar hang       |
| --------------------------- | ------------------- | ----------------- |
| Elizabeth Sloane            | Jessica Chastain    | Pálfi Kata        |
| Rodolfo Schmidt             | Mark Strong         | Csankó Zoltán     |
| Esme Manucharian            | Gugu Mbatha-Raw     | Lamboni Anna      |
| Jane Molloy                 | Alison Pill         | Hábermann Lívia   |
| Pat Connors                 | Michael Stuhlbarg   | Rajkai Zoltán     |
| George Dupont               | Sam Waterston       | Harsányi Gábor    |
| Ronald M. Sperling szenátor | John Lithgow        | Várkonyi András   |
| Daniel Posner               | David Wilson Barnes | Pál Tamás         |
| Forde                       | Jake Lacy           | Orosz Ákos        |
| R. M. Dutton                | Raoul Bhaneja       | Karácsonyi Zoltán |
| Bill Sanford                | Chuck Shamata       | Szersén Gyula     |
| Alex                        | Douglas Smith       | Czető Roland      |
| Lauren                      | Grace Lynn Kung     | Solecki Janka     |
| Ross                        | Al Mukadam          | Markovics Tamás   |
| Franklin Walsh              | Noah Robbins        | Hamvas Dániel     |
| Kicsi Sam                   | Sergio Di Zio       | Szatmári Attila   |
| Nagy Sam                    | Joe Pingue          | Mészáros Máté     |
| Ramirez                     | Zach Smadu          | Jakab Márk        |
| Spencer                     | Aaron Hale          | Berkes Bence      |
| Wallace szenátor            | Kevin Jubinville    | Magyar Bálint     |
| Hank Badgley szenátor       | Craig Eldridge      | Jakab Csaba       |